# Meloboris benevola
Meloboris benevola är en stekelart som först beskrevs av Charles Joseph Gahan 1914.  Meloboris benevola ingår i släktet Meloboris och familjen brokparasitsteklar. Inga underarter finns listade i Catalogue of Life.